# Natalie Richer
Natalie Richer (Sisteron, 1970) es una deportista francesa que compitió en escalada. Ganó una medalla de oro en el Campeonato Mundial de Escalada de 1995, en la prueba de velocidad.

## Palmarés internacional
| Campeonato Mundial | Campeonato Mundial | Campeonato Mundial | Campeonato Mundial |
| Año                | Lugar              | Medalla            | Prueba             |
| ------------------ | ------------------ | ------------------ | ------------------ |
| 1995               | Ginebra (Suiza)    | Medalla de oro     | Velocidad          |